# Ethan Allen Express
A Ethan Allen Express egy naponta közlekedő vasúti járat az USA-ban  New York City és Burlington (Vermont) között, a New York állambeli Albany-n keresztül.
Naponta egy oda-vissza utat tesz meg a 310 mérföld (500 km) hosszú észak-déli útvonalon, 7 óra 35 perces menetrend szerinti menetidővel. A vonatot New York és Vermont állam támogatja az Albanytól északra eső szakaszon. Nevét Vermont állam társalapítójáról és az amerikai függetlenségi háború hőséről, Ethan Allenről kapta.
Az Ethan Allen Express szolgáltatás 1996. december 2-án indult el, meghosszabbított Empire Service vonatként. Ez volt az első személyszállító járat Rutlandbe 1953 óta, és az első, amely 1934 óta a Rutland és Whitehall közötti vonalon közlekedett. A vonat menetrendjét többször módosították, különösen a működésének első éveiben, hogy mind a vermonti turistákat, mind a New Yorkba utazó vermontiakat kiszolgálják. 1998 februárjától 2002 áprilisáig egy második, északi irányba közlekedő járat is közlekedett - időnként csak Albanyból induló ingajárat formájában.
A vermonti Fair Havenben 1997 novemberében egy kiegészítő megállóhelyet építettek be; ezt 2010 januárjában a közeli Castletonban lévő megállóhely váltotta fel. Az Albanytól északra közlekedő járatokat 2020 márciusától 2021 júliusáig a COVID-19 járvány miatt felfüggesztették. A vermonti Burlingtonig tartó meghosszabbítás Middlebury és Vergennes új állomásokkal 2022. július 29-én kezdte meg a szolgáltatást. A további javasolt bővítések közé tartozik egy második napi vonat, amely a vermonti Észak-Benningtonon keresztül közlekedik; a vermonti Essex Junctionig történő meghosszabbítás a Vermonterrel való összeköttetés érdekében; valamint további kiegészítő állomások és nagyobb sebesség Vermont államban.